# European White Knights of the Ku Klux Klan
European White Knights of the Ku Klux Klan (EWK KKK) (engl. für Europäische weiße Ritter des Ku Klux Klans) war eine rassistische Organisation mit Hauptsitz in Schwäbisch Hall. Sie wird oft mit den European White Knights of the Burning Cross verwechselt. Tatsächlich handelte es sich aber beim EWK KKK um eine ältere und bereits aufgelöste Organisation. Sie bestand zwischen 2000 und 2003 und orientierte sich am Ku-Klux-Klan in den Vereinigten Staaten.

## Geschichte
Die EWK KKK wurden am 1. Oktober 2000 gegründet und vermutlich gegen Ende 2002 aufgelöst. Zu dieser Zeit existierte die Gruppe European White Knights of the Burning Cross (EWKotBC) noch nicht. Auch auf der Website der EWKotBC wird jegliche Verbindung geleugnet und mit Rechtsmitteln gedroht, wenn jemand einen Zusammenhang herstellt. Während seines Bestehens hatte der Klanableger etwa 20 Mitglieder in den Bundesländern Baden-Württemberg, Bayern, Hessen, Mecklenburg-Vorpommern, Nordrhein-Westfalen, Sachsen, Sachsen-Anhalt und Thüringen.
Bekannt wurde der Klanableger erst in der Aufklärungsarbeit zum rechtsterroristischen NSU-Komplex. Zwei baden-württembergische Polizisten waren im Jahr 2002 Mitglieder der European White Knights of the Ku Klux Klan. Als es im Jahr 2003 Durchsuchungen beim Chef der Gruppierung in Schwäbisch Hall gegeben hatte, waren Ermittler auf die Namen der beiden Beamten gestoßen. Laut Ministerium waren beide zu diesem Zeitpunkt aber aus der Gruppierung ausgetreten. Die zwei Beamten arbeiteten damals bei der Bereitschaftspolizei Böblingen, zu der auch Michèle Kiesewetter gehörte, die im Jahr 2007 mutmaßlich von der Terrorgruppe NSU erschossen worden war, was den Ermittlungsbehörden bis zu deren Enttarnung Ende 2011 unbekannt war. Der NSU-Vertraute Thomas Richter, der unter dem Decknamen „Corelli“ langjährige V-Person des Verfassungsschutzes war, hatte Verbindungen zu dieser Gruppe; nachgewiesen sind ein Aufnahmeantrag und Treffen mit Klanmitgliedern, vermutet wird, dass Richter Mitgründer und Mitglied der Gruppe war.
Im Rahmen der Ermittlungen wurde auch bekannt, dass es sich beim Gründer des Klans vermutlich um Achim Schmid, einen V-Mann des baden-württembergischen Verfassungsschutzes gehandelt haben soll. Verbindungen bestanden ebenfalls zur rechtsextremen Musikszene. So war der Gründer ebenfalls Mitglied der Musikgruppen Wolfsrudel, Höllenhunde und Celtic Moon. Des Weiteren soll er auch als „Liedermacher Achim“ aufgetreten sein. Eines der Mitglieder spielte zudem in der Rechtsrock-Band Legion Ost. Auch weitere Mitglieder sollen V-Männer gewesen sein.
Am 3. Dezember 2019 wurde der jüdische Friedhof in Westhoffen geschändet. Zahlreiche Grabsteine wurden mit Hakenkreuzen beschmiert. Aus den Graffiti geht hervor, dass die Taten zusammen mit den Schändungen jüdischer Friedhöfe in Quatzenheim Reutenbourg, Rohr und Schaffhouse-près-Seltz mit den European White Knights of the Ku Klux Klan in Verbindung stehen. Die schwarze „14“, die auf einem Grabstein am Friedhofseingang prangt, steht für die »Fourteen Words«, einen Glaubenssatz weißer Neonazis und Rassisten: „We must secure the existence of our people and a future for White children“ (Wir müssen die Existenz unseres Volkes und eine Zukunft für die weißen Kinder sichern).